# Abuelita (Looney Tunes)
Emma Webster, más conocida como Abuelita (Granny, en inglés), es un personaje ficticio que aparece en la serie animada Looney Tunes, en los cortometrajes protagonizados por Piolín y el gato Silvestre.

## Descripción
El personaje de la Abuelita es generalmente la de una mujer buena, viuda, que es extremadamente protectora de su amado canario, Piolín. La sobreprotección de la Abuelita se pone de manifiesto cuando Piolín está siendo amenazado (por lo general por Silvestre, un gato hambriento que prefiere comer aves en vez de comida para gatos). A pesar de su apariencia como una mujer amable y anciana, la Abuelita ha demostrado su inteligencia en muchos dibujos.
Al menos hasta mediados de 1950, la Abuelita es representada como una anciana, anticuada y soltera, que lleva gafas, un moño gris, un camafeo en el cuello y un vestido de maestra de escuela de finales del siglo XIX; otras características antiguas incluyen su manera de transportarse (usualmente, un Ford T o un carro con corcel) y su incapacidad de entender la moda actual (como cuando le dijo a Piolín que estaba a punto de usar un nuevo "traje de baño bikini", que resultó ser un traje de una sola pieza de mediados del siglo XX). Después de 1955 - en particular, los años posteriores a los que June Foray empezó a doblar al personaje - el vestuario de la Abuelita fue actualizado y sus viejos gustos y modo de vida fueron minimizados, se le dio carreras más modernas, como enfermera o conductora de autobús.

## Apariciones
La idea de los dibujos animados de la Abuelita comenzó con el personaje de las parodias de la historia de Caperucita Roja, apareciendo por primera vez como tal en el corto de 1937 Little Red Walking Hood que presentaba a Egghead, dirigido por Tex Avery. Posteriores apariciones con una "abuelita" similar incluyen The Cagey Canary, dirigido por Bob Clampett, Hiss and Make Up, dirigido por Friz Freleng, y Hare Force, con Bugs Bunny y Silvestre el perro (un personaje de una sola aparición distinto del posterior gato Silvestre). Finalmente, el personaje se consolidó en su rol actual en Canary Row. Ella seguiría apareciendo en varios cortos más de la década de 1950, como un obstáculo para Silvestre, quien siempre está tratando de comerse a su mascota, Piolín.
A pesar de que casi siempre se muestra en pantalla con sus dos compañeros animales, la Abuelita de vez en cuando podía ser vista en algún dibujo sin ellos. Por ejemplo, en el corto de 1953 Hare Trimmed, interpretó a una mujer que estaba siendo disputada por dos pretendientes, Sam Bigotes y Bugs Bunny (quien quería frustrar el malvado plan de Sam). Sam la llamó Emma y después Emmy. Otro fue el corto Corn on the Cop de 1965, en la que aparece junto al Pato Lucas y Porky como dos policías que la confunden con un ladrón disfrazado como ella. En esta historia es denominada como la señora Webster por otro policía.

## Apariciones posteriores
Más recientemente, ha aparecido como profesora en la Looniversidad ACME en Tiny Toons, como detective en The Sylvester & Tweety Mysteries, y como guardiana del tiempo en el videojuego Bugs Bunny & Taz: La Espiral del Tiempo. La Abuelita y la bruja Hazel eran porristas del Tune Squad en la película Space Jam (1996). También participó como la abuela de los niños y la tía del nuevo personaje Floyd en Baby Looney Tunes. Posteriormente tuvo dos apariciones en Looney Tunes: De nuevo en acción. También apareció en Bah, Humduck! A Looney Tunes Christmas y en Tweety's High-Flying Adventure. También aparecerá en la película Space Jam: A New Legacy (2021), donde se la verá jugando basketball con los personajes.
Un episodio de Loonatics presenta a un personaje con el nombre de Reina Abuelius, al Príncipe Piolinus, y Silth Vestre (parodia de Darth Vader). Sin embargo, otro episodio cuenta con un cameo de la Abuelita original, aparentemente aún viva en el año 2772.
En The Looney Tunes Show, la abuela es vecina de Bugs y Lucas. A diferencia de las historias originales, la Abuelita tiene un nombre real - Emma Webster. Silvestre y Piolín son sus mascotas. Aparece en varios episodios, una vez más con la voz de June Foray.